# Système éducatif en Hongrie
Le système éducatif hongrois est un système décentralisé. Le Secrétariat d'État à l'Éducation fixe les conditions de scolarité ainsi que les exigences des épreuves nationales sanctionnant le parcours scolaire. Les collectivités locales sont propriétaires des établissements pré-élémentaires, élémentaires et secondaires. Chaque établissement jouit d'une grande autonomie budgétaire et de fonctionnement. Certains établissements sont directement gérés par les collectivités des minorités et peuvent ainsi dispenser des cours dans les langues minoritaires, en plus du hongrois. 

## Organisation scolaire
Le système éducatif est divisé en plusieurs niveaux : pré-élémentaire (óvoda) de 3 à 6 ans, élémentaire (általános iskola) de 6 à 14 ans, secondaire (gimnázium) jusqu'à 18 ans, professionnel (szakmunkásképző iskola) jusqu'à 17 ans, technique (szakközépiskola) jusqu'à 18-19 ans et supérieur. Il faut prendre également en compte les écoles de rattrapages (szakiskola).

## Quelques chiffres

### Langues étrangères les plus étudiées
Les langues étrangères les plus étudiées en pourcentage d’élèves qui les apprennent dans l’enseignement secondaire inférieur (CITE 2) en 2009/2010 sont les suivantes, :
| Rang | Langue   | %      |
| ---- | -------- | ------ |
| 1    | Anglais  | 58,1 % |
| 2    | Allemand | 35,2 % |
| 3    | Slovaque | 0,8 %  |
| 4    | Français | 0,5 %  |
| -    | Espagnol | 0,1 %  |
| -    | Russe    | 0,1 %  |

Les langues étrangères les plus étudiées en pourcentage d’élèves qui les apprennent dans l’enseignement secondaire supérieur (CITE 3) d’orientation générale et préprofessionnelle/professionnelle en 2009/2010 sont les suivantes :
| Langue | %        |        |
| ------ | -------- | ------ |
| 1      | Anglais  | 66,4 % |
| 2      | Allemand | 43,1 % |
| 3      | Français | 4,7 %  |
| 4      | Italien  | 3,0 %  |
| -      | Espagnol | 1,8 %  |
| -      | Russe    | 0,5 %  |

Les pourcentages d'élèves étudiant l'anglais, le français, l'allemand, l'espagnol et le russe dans l’enseignement secondaire supérieur (niveau CITE 3) d’orientation générale en 2009/2010 sont les suivants :
| Langue | %        |             |
| ------ | -------- | ----------- |
| -      | Anglais  | 76,5 %      |
| -      | Allemand | 45,4 %      |
| -      | Français | 6,1 %       |
| -      | Italien  | 0,0 à 4,1 % |
| -      | Espagnol | 2,4 %       |
| -      | Russe    | 0,7 %       |

Les pourcentages d'élèves étudiant l'anglais, le français, l'allemand, l'espagnol et le russe dans l’enseignement secondaire supérieur (niveau CITE 3) d’orientation préprofessionnelle/professionnelle en 2009/2010 sont les suivants :
| Langue | %        |              |
| ------ | -------- | ------------ |
| -      | Anglais  | 37,3 %       |
| -      | Allemand | 36,4 %       |
| -      | Français | 0,5 %        |
| -      | Italien  | 0,0 à 11,7 % |
| -      | Russe    | 0,1 %        |
| -      | Espagnol | 0,0 %        |